# Prager Blätter
Die Prager Blätter oder Prager glagolitischen Fragmente (tschechisch Pražské hlaholské zlomky) sind zwei Pergamentblätter mit Texten in kirchenslawischer Sprache in glagolitischer Schrift. Sie wurden im 11. Jahrhundert wahrscheinlich im Kloster Sázava bei Prag angefertigt.
Auf einem Blatt sind kurze Bittgebete (Hymnen) nach byzantinischem Vorbild aufgeschrieben, auf dem anderen liturgische Texte zur Großen Fastenzeit vor Ostern.
Die Blätter sind wahrscheinlich Abschriften von Texten, die im Umfeld der Mission von Method im Mährerreich im späteren 9. oder frühen 10. Jahrhundert entstanden. Sie enthalten einige Bohemismen und sind einer von wenigen erhaltenen Texte in kirchenslawischer Sprache westslawischer Herkunft (vgl. Altkirchenslawische Literatur im Großmährischen Reich).
Die Blätter wurden 1855 durch Constantin von Höfler, Professor für Geschichte an der Prager Karlsuniversität, entdeckt und befinden sich heute in der Bibliothek des Domkapitels Prag, Signatur N 57.

## Ausgaben
- Glagolitische Fragmente herausgegeben von Karl Adolph Constantin Höfler und Paul Joseph Šafařík. Prag : Gottlieb Haase Söhne, 1857. 62 S.
- František Václav Mareš, An Anthology of Church Slavonic Texts of Western (Czech) Origin, München 1979.